# محطة قطار حاسي بحبح
محطة حاسي بحبح هي محطة قطار جزائرية تقع بإقليم جماعة حاسي بحبح بولاية الجلفة .

## موقع في السكك الحديدية
تقع المحطة على ارتفاع 855 م ، عند نقطة الكيلومتر (PK) 84 من الخط الممتد من بوغزول إلى الأغواط ، حيث تسبقها محطة عين وسارة وتتبعها محطة الجلفة.

## تاريخ المحطة
تم تشغيل المحطة في 29 أكوبر 2023 أثناء افتتاح خط بوغزول-الأغواط,.

## خدمة الركاب

### خدمة
تخدم محطة حاسي بحبح القطارات الإقليمية على خط بوغزول - الأغواط .

## المٌلاحظات والمراجع
1. ↑  "Transport ferroviaire : lancement de la nouvelle desserte Laghouat-Boughezoul". aps.dz. 30 octobre 2023. مؤرشف من الأصل في 2023-11-03. اطلع عليه بتاريخ 2 novembre. {{استشهاد ويب}}: تحقق من التاريخ في: |تاريخ-الوصول= (مساعدة).
2. ↑  Ecofin, Agence. "Algérie : le président Tebboune lance officiellement la ligne ferroviaire Boughezoul-Djelfa-Laghouat". Agence Ecofin (بfr-fr). Archived from the original on 2023-12-09. Retrieved 2023-11-15.{{استشهاد ويب}}:  صيانة الاستشهاد: لغة غير مدعومة (link)

## أنظر أيضا

### مَقالات ذات صلة
- خط من بوغزول إلى الأغواط
- قائمة محطات القطارات في الجزائر

### رَوابط خارجية
- "SNTF". Société nationale des transports ferroviaires (SNTF). مؤرشف من الأصل في 2025-06-02..

قالب:Desserte gare/début
قالب:Desserte gare
قالب:Desserte gare/fin